# Campoholengraver
De campoholengraver (Geositta poeciloptera) is een zangvogel uit de familie Furnariidae (ovenvogels).

## Verspreiding en leefgebied
Deze soort komt voor in het zuidelijke deel van centraal Brazilië en noordoostelijk Bolivia.

## Status
De grootte van de populatie is niet gekwantificeerd maar de soort wordt omschreven als schaars met een versnipperde verspreiding. Aangenomen wordt dat de soort snel in aantal achteruitgaat door habitatverlies. Op de Rode lijst van de IUCN heeft deze soort daarom de status kwetsbaar.